# 몽촌토성
몽촌토성(夢村土城)은 대한민국 서울특별시 송파구 방이2동 올림픽공원 내에 있는 삼국시대 백제의 성이다. 1982년 7월 22일 대한민국의 사적 제297호로 지정되었다. 북쪽의 한강과 남쪽의 남한산성 사이에 자리잡고 있다. 백제 초기에 현재 서울 지역을 수비하는 토성으로 이용되었으며, 동쪽에 흙으로 쌓은 흔적이 남아 있다. 몽촌토성에서 움집터와 독무덤·무기·낚시바늘·백제 토기·돌절구 등이 출토되었다. 현재는 몽촌토성의 비탈면에 소나무 숲이 자리하고 있어 사철 푸른 경관을 연출하고 있다.
1982년 7월 22일 사적 제297호로 지정되었다. 둘레는 약 2.7km이며, 높이는 6~7m이다. 3세기 초에 축조되었다. 1984년, 1985년의 2차례에 걸친 발굴 조사 결과, 목책(木柵)구조와 토성 방비용 해자(垓子)로 되어 있는, 지금까지 확인된 바 없는 특수한 토성구조임이 밝혀졌다.
유물은 2기의 합구식(合口式) 옹관을 비롯하여 복원가능한 원통형토기·적갈색연질토기·회백색연질토기·갈색 회유전문도기편(灰釉錢文陶器片)·토제어망추·철기유물 등 500여 점이다. 그중 문살무늬[格子文]·승문(繩文)을 새긴 두드림무늬[打捺文]토기는 백제 건국 초기의 것으로 추정되며, 원통형토기는 일본으로 전파된 기대토용(器臺土俑)의 원형으로 보여 고고학적 의의가 크다.
그 외에 중국 서진(西晉) 시대의 갈색 회유전문도기 파편도 이 토성의 축조 연대가 3세기까지 소급될 수 있음을 입증한다. 이 밖에도 구릉과 구릉 사이의 저지대에서는 5m 두께의 흙을 차례로 쌓아 만든 판축(板築)·움집·지하저장혈(地下貯藏穴) 흔적도 발견하였다. 
서울에서 열린 1988년 하계 올림픽 때 근대5종 경기의 육상 종목 경기장으로 사용되었다.